# Higuera de Llerena
Higuera de Llerena település Spanyolországban, Badajoz tartományban. Higuera de Llerena Casas de Reina, Llerena, Villagarcía de la Torre, Valencia de las Torres, Maguilla és Berlanga községekkel határos. Lakosainak száma 339 fő (2024).

## Népesség
A település népessége az utóbbi években az alábbiak szerint változott:
| Lakosok száma | 442  | 406  | 387  | 353  | 366  | 348  | 358  | 347  | 335  | 339  |
|               | 2001 | 2004 | 2006 | 2009 | 2011 | 2014 | 2016 | 2019 | 2021 | 2024 |